# Porcellio romanorum
Porcellio romanorum là một loài chân đều trong họ Porcellionidae. Loài này được Verhoeff miêu tả khoa học năm 1901.